# Industria linguistica
L'industria linguistica comprende servizi e prodotti relativi ai settori della traduzione, della revisione di testi, dell'interpretariato, della localizzazione di software, CD-Rom, DVD e videogiochi, della internazionalizzazione di siti web, della sottotitolazione e del doppiaggio, delle tecnologie per la traduzione, dell'insegnamento delle lingue, della gestione terminologica, della terminografia e della lessicografia. 

## Evoluzione
La traduzione esiste da migliaia di anni, da quando i diversi popoli ebbero la necessità di comunicare tra loro. Se includiamo anche l'interpretariato, si può affermare che le origini dell'industria della lingua sono più antiche di quelle della lingua scritta. 
L'industria linguistica moderna si è sviluppata rapidamente grazie alla diffusione di internet. La sua caratteristica principale è la capacità di tradurre velocemente grandi quantità di testi in molte lingue diverse. Rispetto all'attività tradizionale dei traduttori, ciò pone nuove sfide, come quella dell'assicurazione della qualità. Sono stati sviluppati standard specifici, come quelli contenuti nella norma ISO EN 15038, ovvero norma UNI EN 15038 “Servizi di traduzione – Requisiti del servizio” nella versione in lingua italiana. 
Un altro fattore decisivo per lo sviluppo del settore è stata la diffusione delle tecnologie informatiche per la traduzione come la traduzione automatica, più controversa, e gli strumenti di traduzione assistita dal computer, che utilizzano programmi per la traduzione con l'ausilio di memorie, per l'allineamento e la concordanza e per la gestione della terminologia; programmi come SDL Trados, STAR Transit, Across, Wordfast, Déjà Vu, memoQ e OmegaT sono oggi molto popolari tra i traduttori.
Il settore comprende aziende di varie dimensioni; fino ad ora nessuna di esse occupa una posizione predominante nel mercato mondiale. 
Nel campo della traduzione operano persone con competenze molto eterogenee. Internet riunisce traduttori professionali, studenti, insegnanti di lingua e professionisti provenienti da altre discipline. È molto facile offrire traduzioni online. È sufficiente disporre di un sito web e dell'accesso a una piattaforma o un data base per traduttori. Tutto ciò ha contribuito alla proliferazione di molte piccole agenzie di traduzione in tutto il mondo. Tuttavia, poiché queste decine di migliaia di agenzie offrono un servizio praticamente identico, è diventato  molto difficile scegliere servizi per la traduzione adatti alle proprie esigenze. 
Un campo di ricerca dell'industria linguistica comprende le possibilità offerte dalla traduzione automatica con l'obiettivo della completa sostituzione della traduzione umana. 
Un argomento attualmente molto discusso è quello delle tariffe per le traduzioni, poiché  molte persone offrono servizi di traduzione a basso prezzo. Associazioni professionali come la IAPTI o la FIT cercano di contrastare questo fenomeno. Anche le quotazione delle valute rappresentano un fattore importante nella determinazione dei prezzi. 

## Le dimensioni dell'industria linguistica a livello europeo
Nel 2008 la DG Traduzione della Commissione europea ha pubblicato uno studio in cui il valore dell'industria linguistica negli stati dell'UE veniva stimato in € 8,4 miliardi. Questa cifra include i settori della traduzione, dell'interpretariato, della localizzazione di software, della globalizzazione di siti web, dello sviluppo di strumenti per la tecnologia linguistica, dell'insegnamento di lingue, della consulenza su questioni linguistiche e dell'organizzazione di conferenze internazionali multilingue. Inoltre, sono comprese le attività linguistiche in ambito aziendale. 

## Previsioni del mercato
Per i prossimi anni lo studio della Commissione europea ha previsto un tasso di crescita annuale di almeno 10%. Il valore dell'industria linguistica nel 2015 dovrebbe dunque aggirarsi attorno ai € 16,5 miliardi. Inoltre, rispetto ad altri settori industriali, l'industria linguistica, sembra essere meno colpita dalla crisi finanziaria. Soltanto pochi contraccolpi negativi sono stati subiti da alcuni liberi professionisti o da aziende di piccole dimensioni, dipendenti da un numero ristretto di clienti. Tuttavia anche in questi casi, data la crescita stabile  del settore, si prevede  una rapida ripresa economica. A causa del carattere approssimativo di queste previsioni, dovuto alla frammentarietà delle informazioni disponibili, esse vanno considerate con cautela. Tuttavia, secondo altre stime il valore reale dell'industria linguistica nel 2015 potrebbe addirittura superare abbondantemente i € 20 miliardi. 

## Requisiti professionali
Per ciò che riguarda i settori della traduzione e dell'interpretariato continua il consolidamento del mercato, soprattutto nell'Europa orientale, ed è probabile che lo sviluppo rimanga costante anche in futuro, aumentando il peso complessivo di questo settore dell'economia. Un problema  è costituito dall'elevato numero di traduttori e interpreti non professionisti che a causa della loro scarsa qualità nuociono all'immagine di chi esegue il lavoro professionalmente. Pertanto è necessario contrastare il fenomeno, elevando il livello della formazione e della professionalità dei traduttori e degli interpreti.

## Crowdsourcing
Un fenomeno rilevante è quello della traduzione volontaria e gratuita, chiamato crowdsourcing, in ambiti dove gli utenti hanno un interesse personale a migliorare il servizio, come il settore no profit, i social network o reference collaborativi come Wikipedia. Il fenomeno ha dato adito a qualche controversia, poiché taluni lo considerano una forma di sfruttamento di risorse. Tuttavia, il crowdsourcing potrebbe contribuire alla conservazione e al consolidamento delle lingue regionali e minoritarie come ad esempio il gaelico o l'irlandese.